# Constantin Aksakov
Pour les articles homonymes, voir Aksakov.
Constantin Sergueïevitch Aksakov (en russe : Константин Сергеевич Аксаков), né le 29 mars 1817 (10 avril dans le calendrier grégorien), mort le 7 décembre 1860 (19 décembre dans le calendrier grégorien), est un homme de lettres russe, essayiste politique, poète, critique littéraire, historien et linguiste. Il est le fils de Sergueï Aksakov (1791-1859) écrivain russe et chantre de la nature et le frère d'Ivan Aksakov, journaliste et polémiste célèbre.
Constantin Aksakov est surtout connu pour ses idées fondatrices du mouvement slavophile du XIXe siècle,.

## Biographie
Constantin Aksakov naquit dans la propriété familiale de Novo-Aksakovo, dans le gouvernement d'Orenbourg, propriété de son père Sergueï Timofeïevitch Aksakov et de sa mère Olga Semionovna Zaplatina, fille de général.
Constantin était fort doué et, après avoir passé son enfance à la campagne à Novo-Aksakovo, entra à quinze ans à l'université de Moscou. Il eut parmi ses amis Stankevitch, Belinski, Korch, Satine qui étaient en rapport avec Tourgueniev ou Katkov. En 1838, Aksakov, jeune et idéaliste, partit en voyage. Il dut revenir au bout de six mois chez ses parents, car il n'avait aucun sens pratique et n'avait pu se débrouiller seul. À Berlin, Aksakov tenta de se lier sentimentalement avec une jeune vendeuse de fleurs ; mais au bout de quelques bribes de conversation, s'enfuit à toutes jambes. Ce fut la seule, et dernière, tentative de sa vie d'approcher une femme.
En 1841, il passa son doctorat, consacré à Lomonossov, mais la censure en fit changer quelques passages à propos de la politique de Pierre le Grand. Tout au long de sa vie, Aksakov dut « négocier » avec la censure, ce qui ne manque pas de sel, lorsque l'on connaît les responsabilités de son père dans ce domaine.
Il publia de nombreux articles de critique littéraire, dont l'un comparant Gogol à Homère, et de philologie dans les journaux de la fin du règne de Nicolas Ier et de celui d'Alexandre II, ainsi que des études historiques qui furent brochées. Il écrivit à l'empereur en 1856, pour lui demander de restaurer les zemski sobors, sorte d'États généraux russes, tombés en désuétude sous Pierre le Grand.
Il mettait toujours l'accent sur le caractère spécial et unique de la nature et de la destinée russes. Il est considéré comme l'un des fondateurs du mouvement slavophile qui allait se déployer dans les décennies suivantes.
Il mourut de tuberculose sur l'île de Zante, en Grèce, le 19 décembre 1860. Il est enterré au cimetière de Novodevitchi auprès de son père Sergueï Aksakov.